# HMAS Stuart (D00)
Pour les autres navires du même nom, voir HMAS Stuart.
Le HMAS Stuart (pennant number : D00), anciennement HMS Stuart, était un destroyer leader de flottille britannique de classe Scott. Le navire a été construit par Hawthorn Leslie and Company pour la Royal Navy pendant la Première Guerre mondiale et il est entré en service à la fin de 1918. La majorité du service du destroyer sous les couleurs britanniques a été effectué en mer Méditerranée. En 1933, il a été transféré à la Royal Australian Navy. Bien que placé en réserve en 1938, le HMAS Stuart a été réactivé au début de la Seconde Guerre mondiale pour diriger la force de destroyers australienne, surnommée la "Scrap Iron Flotilla" par les propagandistes allemands.
La flottille opérait en Méditerranée, le HMAS Stuart participant à la campagne du désert occidental et aux batailles de Calabre et du cap Matapan, battant le sous-marin italien Gondar, évacuant les troupes alliées de Grèce et de Crète, et servant avec le Tobruk Ferry Service. Le destroyer retourna en Australie pour des réparations et des travaux de radoub à la fin de 1941, et passa la majeure partie de 1942 et 1943 dans les eaux australiennes. Le HMAS Stuart a été transformé en dépôt et en transport de troupes au début de 1944, et a opéré dans ce rôle autour de l’Australie et de la Nouvelle-Guinée jusqu’au début de 1946. Le HMAS Stuart a été replacé en réserve en 1946 et a été vendu pour démolition au début de 1947.

## Conception
Le HMS Stuart était l’un des neuf leaders de flottille de type Amirauté (ou classe Scott) construits pour la Royal Navy pendant la Première Guerre mondiale. Le navire avait un déplacement standard de 1 530 tonnes, et 2 053 tonnes à pleine charge. Il avait une longueur hors-tout de 101,38 m, et 98 m entre perpendiculaires, avec un maître-bau de 9,69 m et un tirant d'eau de 3,45 m à pleine charge. La propulsion se composait de quatre chaudières Yarrow alimentant deux turbines Brown-Curtis, qui fournissaient 43000 ch (32 000 kW) aux deux arbres d'hélice. Bien que conçu pour une vitesse maximale de 34 nœuds (63 km/h), le HMS Stuart a pu atteindre 34,669 nœuds (64,207 km/h) mesurés sur un mille pendant ses essais. Le rayon d'action maximal était de 3 000 milles marins (5 600 km) à 10 nœuds (19 km/h). L’équipage du navire se composait initialement de 183 personnes, mais en 1936, il était tombé à 167 : 11 officiers et 156 marins.
Tel que conçu à l’origine, l’armement principal du navire se composait de cinq canons de marine de 4,7 pouces BL / 45 calibres, qui ont été complétés par un canon de 3 pouces pour la défense antiaérienne. Lorsque le HMAS Stuart entra en service dans la RAN en 1933, l’armement du navire se composait de cinq canons navals BL de 4,7 pouces / 45 calibres, d’un canon antiaérien QF de 3 pouces de 20 cwt, de deux canons de marine de 2 livres QF (connus sous le surnom de « pom-pom »), de cinq mitrailleuses de .303 British (un mélange de mitrailleuses Lewis et Maxim), de six tubes lance-torpilles de 21 pouces (en deux affûts triples), deux goulottes de grenades anti-sous-marines et quatre lanceurs de charges de profondeur. En 1941, deux des canons de 4,7 pouces avaient été retirés, cinq canons antiaériens de 20 mm Oerlikon et un canon Breda avaient été installés, et les goulottes de grenades anti-sous-marines avaient été remplacées par des rails de charges de profondeur. Un an plus tard, un troisième canon de 4,7 pouces a été retiré, ainsi que deux des Oerlikon, les mitrailleuses de .303 pouces, le canon Breda et les ensembles de tubes lance-torpilles. En 1942, un mortier anti-sous-marins Hedgehog a été installé. Lorsque le HMAS Stuart a été converti en navire dépôt et en transport de troupes en 1944, son armement a été changé en un seul canon de 4 pouces, sept Oerlikon, trois pom-poms à quatre tubes, un Hedgehog et des grenades anti-sous-marines.

## Engagements

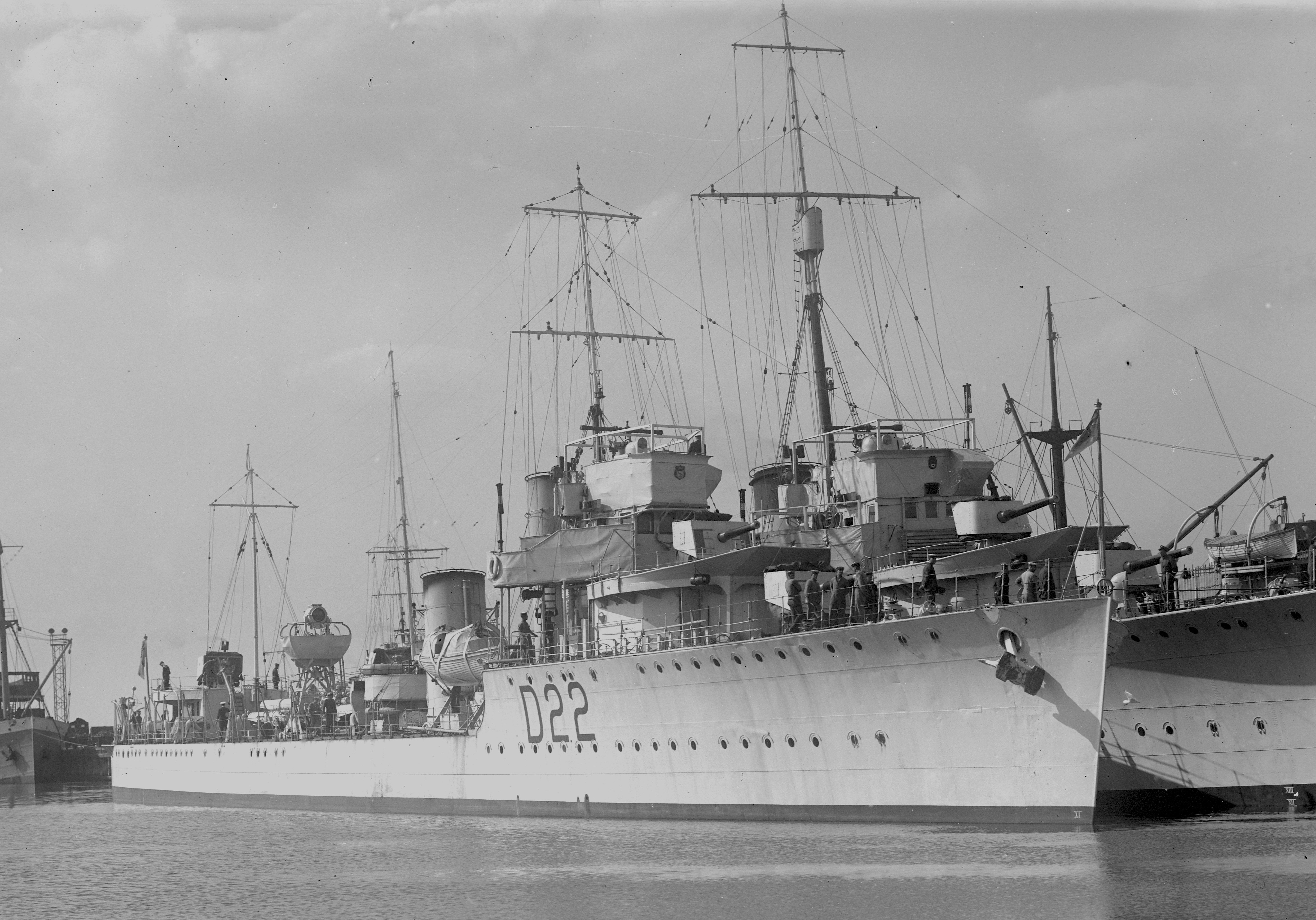
HMS Stuart.

La quille du HMS Stuart a été posée le 18 octobre 1917 par Hawthorn Leslie and Company à leur chantier naval de Newcastle upon Tyne, et il a été lancé le 22 août 1918. Le HMS Stuart était l’un des quatre seuls navires de sa classe à être lancés avant la fin de la Première Guerre mondiale. Le destroyer a été achevé le 21 décembre 1918 et mis en service dans la Royal Navy le même jour. Le nom du navire vient de la maison royale des Stuart, et le dessin de l’insigne représente une couronne royale Stuart et une rose du Yorkshire : la revendication des Stuart écossais sur le trône d’Angleterre vient de leur descendance d’Édouard IV de la maison d'York.

### Royal Navy
Après avoir été mis en service en décembre 1918, le HMS Stuart a passé la majeure partie de sa carrière dans la Royal Navy à opérer avec les forces britanniques en Méditerranée, période au cours de laquelle il a été principalement affecté à la 2e flottille de destroyers, opérant à partir de divers endroits, y compris Malte. Dans l’immédiat après-guerre, au milieu de la désintégration de l’Empire ottoman et de la guerre civile en Russie, le HMS Stuart a été fortement impliqué dans diverses opérations. En 1919-1920, le HMS Stuart a servi en mer Noire dans le cadre des opérations de la Royal Navy pendant l’intervention alliée dans la guerre civile russe. Il a été envoyé à Yalta en avril 1919 alors que les combats éclataient en Crimée, puis a évacué les troupes de la mission militaire britannique en mars 1920 alors que les forces bolchéviques avançaient sur Novorossiïsk. Il a également fourni une assistance aux Grecs lors d’opérations contre les Turcs, renforçant l’escadre de la mer Égée et escortant des navires de transport de troupes pendant l’occupation de Smyrne en mai 1919 et lors du débarquement à Bandırma en juillet 1920. Au début de 1921, le HMS Stuart opérait à partir de Constantinople, où les forces alliées avaient établi une force d’occupation à la fin de la guerre.
Les opérations de la Royal Navy en Méditerranée sont revenues à la normale après 1923 et, à la fin de la décennie, le HMS Stuart entreprit divers exercices et autres tâches de routine dans le cadre de la flotte de Méditerranée. Entre 1928 et 1931, le navire est commandé par William Whitworth. En mai 1933, le navire est désarmé. Le HMS Stuart, ainsi que quatre destroyers de classe V et W, a été transféré à la RAN en remplacement de l’ancien effectif de destroyers des Australiens : le Stuart devait remplacer le leader de flottille HMAS Anzac. Le HMAS Stuart est entré dans la RAN le 11 octobre 1933. Les cinq navires quittèrent Chatham le 17 octobre et arrivèrent à Sydney le 21 décembre.

### Royal Australian Navy
Le HMAS Stuart a passé la première partie de sa carrière dans la RAN à opérer dans les eaux australiennes, et il a été désarmé et mis en réserve le 1er juin 1938. Le destroyer a été brièvement réactivé du 29 septembre au 30 novembre 1938.

### Seconde Guerre mondiale
Il est remis en service le 1er septembre 1939 sous le commandement du commander Hector Waller, RAN. Le 14 octobre, le HMAS Stuart dirige la flottille de destroyers de la RAN depuis Sydney. Les navires atteignirent Malte le 2 janvier et furent rebaptisés « 19e division de destroyers », surnommée par dérision la « flottille de ferraille » par les propagandistes allemands. Le 27 mai, ils fusionnent avec la 20e division pour former la 10e flottille de destroyers. En juillet 1940, le HMAS Stuart dirige la 10e flottille lors de la bataille de Calabre. Le HMAS Stuart a également été impliqué dans la campagne du désert occidental, fournissant un appui feu aux forces terrestres. Le 30 septembre 1940, le destroyer attaque le sous-marin italien Gondar, forçant son équipage à se rendre. Le HMAS Stuart soutient la 6e division australienne lorsqu’elle s’empare de Tobrouk le 22 janvier 1941 et participe à la bataille du cap Matapan en mars 1941. Au cours de la bataille, le HMAS Stuart a frappé le croiseur italien Zara avec une torpille.
Il participe ensuite à l’évacuation des troupes alliées de Grèce en avril 1941 et à l’évacuation de Crète en mai 1941. En juin et juillet 1941, le HMAS Stuart participe au Tobruk Ferry Service, le ravitaillement des forces australiennes assiégées à Tobrouk. Le destroyer a effectué 24 voyages avant d’être forcé de retourner en Australie avec le moteur bâbord en panne. Appareillant le 22 août, le navire arriva à Melbourne le 27 septembre et fut immobilisé pour réparations et radoub jusqu’en avril 1942. Après ce carénage, le destroyer a été utilisé pour des escortes de convois et des patrouilles anti-sous-marines dans les eaux australiennes orientales. À la fin de 1943, le destroyer a été retiré du service et, au début de 1944, il a été converti en navire dépôt et en transport de troupes. Après cette conversion, le HMAS Stuart opéra dans les eaux d’Australie et de Nouvelle-Guinée jusqu’en janvier 1946,.
Le navire a remporté huit honneurs de bataille pour son service en temps de guerre : « Méditerranée 1940 », « Calabre 1940 », « Libye 1940-41 », « Matapan 1941 », « Grèce 1941 », « Crète 1941 », « Pacifique 1942-43 » et « Nouvelle-Guinée 1942-44 »,.

### Déclassement et sort final
Le HMAS Stuart est désarmé et remis en réserve le 27 avril 1946. Le destroyer a été vendu à la T. Carr and Company le 3 février 1947 pour démolition et livré au chantier de démolition le 21 février. Après la démolition, la quille a été enterrée à Kissing Point Bay, Putney, Nouvelle-Galles du Sud.